# Heimioporus retisporus
Heimioporus retisporus är en svampart. Heimioporus retisporus ingår i släktet Heimioporus och familjen Boletaceae.

## Underarter
Arten delas in i följande underarter:
- retisporus
- levipedes